# Districte de Los Sarrasins
El districte de Los Sarrasins és un dels dos districtes del departament francès de Tarn i Garona, a la regió d'Occitània. Està compost per 12 cantons i 103 municipis. El cap del districte és la sotsprefectura de Los Sarrasins.

## Cantons
- cantó d'Autvilar
- cantó de Bèumont de Lomanha
- cantó de Lo Borg Devisac
- cantó de Los Sarrasins-1
- cantó de Los Sarrasins-2
- cantó de Lausèrta
- cantó de La Vit
- cantó de Moissac-1
- cantó de Moissac-2
- cantó de Montaigu-de-Quercy
- cantó de Sent Micolau de la Grava
- cantó de Valence